# Epitomus proximus
Epitomus proximus là một loài tò vò trong họ Ichneumonidae.